# 917
917 (CMXVII) je bilo navadno leto, ki se je po julijanskem koledarju začelo na sredo.

## Dogodki
- 1. januar

## Smrti
- Peter Gojniković, srbski knez (* okrog 870)
- 21. januar: Erhanger Švabski, vojvoda Švabske (* okoli 860/880)